# 妻鳥村
妻鳥村（めんどりむら）は、愛媛県の東予地方の宇摩郡にあった村。1954年（昭和29年）に川之江町、妻鳥村、上分町、金生町、川滝村、金田村の3町3村の合併、市制施行により川之江市となり、自治体としては消滅した。その後、川之江市は平成の大合併で四国中央市となり、現在に至っている。燧灘に面する。現在の四国中央市の北部、大小の製紙工場の集積する工場地帯となっている。

## 地理
北を燧灘に面する漁村であった。現在は埋め立てられ、製紙工場となっている。
河川
契川
村名の由来
妻鳥は、中世から見られる名。妻鳥能登判官有道にちなむもの、妻鳥采女正友春にちなむものとの説などがある。

## 歴史

### 略史
江戸時代
めまぐるしく変遷を遂げているが、南方の四国山中に発見された別子銅山の運営の関係によるものである。
- はじめ松山藩領。
- 1636年（寛永13年） - 一柳氏領。
- 1643年（寛永20年） - 幕府領、松山藩預かり。
- 1698年（元禄11年） - 今治藩領。
- 綿を産しており、「市」が立っていたとの記録がある。「綿市」の地名が残る。

明治以降
- 1903年（明治36年） - 漁業協同組合設立。

### 村の沿革
- 1889年（明治22年）12月15日 - 町村制施行に伴い、妻鳥（めんどり）村の区域をもって、宇摩郡妻鳥村（めんどりむら）が発足する。
- 1954年（昭和29年）11月1日 -川之江町、妻鳥村、上分町、金生町、川滝村及び金田村が合併し、川之江市が発足する。

```
妻鳥村の系譜
（町村制実施以前の村）　（明治期）　　　　　　　　　（昭和の合併）　（平成の合併）
　　　　　　　　　　　　町村制施行時
妻鳥　　━━━━━━━妻鳥村━━━━━━━━━━━┓
　　　　　　　　　　　　　　　　　　　　　　　　　┃昭和29年11月1日
　　　　　　　　　　　　　　　　　あ　　　え　　　┃合併・市制施行　
　　　　　　　　　　　川之江村━川之江町━┳━━━╋川之江市━┓
　　　　　　　　　　　二名村━━━━━━━┛　　　┃　　　　　┃
　　　　　　　　　　　　　　　　　　い　　　　　　┃　　　　　┃
　　　　　　　　　　　上分村━━━━上分町━━━━┫　　　　　┃
　　　　　　　　　　　　　　　　　　　　う　　　　┃　　　　　┃
　　　　　　　　　　　金生村━━━━━━金生町━━┫　　　　　┃
　　　　　　　　　　　川滝村━━━━━━━━━━━┫　　　　　┃
　　　　　　　　　　　金田村━━━━━━━━━━━┛　　　　　┃
　　　　　　　　　　　　　　　　　　　　　　　　　　　　　　　┃平成16年4月1日
　　　　　　　　　　　　　　　　　　　　　　　　　　　　　　　┃新設合併
　　　　　　　　　　　　　　　　　　　　　　　　　　　　　　　┣四国中央市
　　　　　　　　　　　　　　　　　　　　伊予三島市━━━━━━┫
　　　　　　　　　　　　　　　　　　　　新宮村━━━━━━━━┫
　　　　　　　　　　　　　　　　　　　　土居町━━━━━━━━┛
　　　　　　　　　　　　　　　　　　　　　　　　　
あ – 明治31年12月21日 川之江村が町制施行、川之江町に
い – 大正2年1月1日 上分村が町制施行し、上分町に
う – 昭和23年4月1日 金生村が町制施行し、金生町に
え – 昭和29年3月31日 川之江町が二名村を編入

（注記）妻鳥村以外の合併以前の系譜はそれぞれの市町村の記事を参照のこと。

```

## 地域
明治期に一村がそのまま「村」となったため、大字はなし。
昭和の合併により川之江市になってから、「妻鳥町」。
平成の合併により四国中央市になってからは、「川之江市」を「四国中央市」に読み替える。
例 四国中央市妻鳥町

## 産業
河川は小規模で水利が悪く、上分村との水争いが幾度かあった。
宇摩地域における製紙産業の成長とともに工場・倉庫地帯となっている。水引の産地でもある。

## 交通
国鉄予讃本線が村内を東西に横断しているが、村内には駅はない。最寄り駅:川之江駅
国道11号も鉄道と並行して走っている。